# Джонни Шторм (киноперсонаж, 2005)
Джо́натан «Джо́нни» Шторм (англ. Jonathan "Johnny" Storm) — персонаж дилогии «Фантастическая четвёрка» Тима Стори от студии 20th Century Fox, основанный на одноимённом супергерое Marvel Comics, созданном сценаристом Стэном Ли и художником Джеком Кирби. Также появляется в картине «Кинематографической вселенной Marvel» «Дэдпул и Росомаха» (2024). Роль Шторма исполнил Крис Эванс. Широко известен под псевдонимом Челове́к-фа́кел (англ. Human Torch).
Джонни изображён как импульсивный и беззаботный младший брат Сьюзан Шторм, который ведёт беспечный образ жизни. После обретения суперспособностей во время космической экспедиции, он оказывается единственным членом Фантастической четвёрки, которому приходится по душе статус знаменитости. Тем не менее, несмотря на свалившуюся популярность, Джонни становится более зрелым и ответственным по мере развития сюжета, в конечном итоге решая посвятить свою жизнь защите дорогих для него людей и жителей города Нью-Йорка.

## Создание образа

### Первое появление персонажа
Созданный сценаристом Стэном Ли и художником Джеком Кирби, Джонни Шторм является переосмыслением оригинального персонажа Карла Бургоса, носившего имя Человек-факел, разработанного для Timely Comics в 1939 году. Шторм дебютировал в The Fantastic Four #1 (Ноябрь, 1961), выступая в качестве члена-основателя первой супергеройской команды Marvel Фантастической четвёрки. В изложении синопсиса для первого выпуска серии Ли передал Кирби, что в соответствии с Кодексом издателей комиксов Человек-факел мог сжигать только предметы, но никак не людей. В течение долгих лет публикации комикса Джонни Шторм, будучи младшим братом Сьюзан Шторм, известной как Невидимая девушка, был главным возмутителем спокойствия в команде.
Первое появление Джонни Шторма в кино состоялось в так и не вышедшем фильме «Фантастическая четвёрка» от Constantin Film, где его сыграл Джей Андервуд.

### Кастинг и исполнение
Изначально планировалось, что Джонни Шторма сыграет Пол Уокер. 8 июля 2004 года стало известно об утверждении американского актёра Криса Эванса на роль персонажа. 20 сентября 2004 года 20th Century Fox опубликовала первые фотографии членов Фантастической четвёрки. 4 декабря 2005 года The Hollywood Reporter сообщил, что режиссёр фильма 2005 года и весь актёрский состав вернутся к работе над сиквелом, премьера которого состоится в 2007 году.
Эванс подписал контракт на три фильма с Fox Studios, однако из-за кассового провала картины «Фантастическая четвёрка: Вторжение Серебряного сёрфера» у студии возникли сомнения в перспективе развития франшизы. В 2009 году стало известно, что фильмы про Фантастическую четвёрку будут перезапущены с новым актёрским составом. В будущем Эванс, который исполнил роль Стива Роджерса / Капитана Америки в рамках медиафраншизы «Кинематографическая вселенная Marvel», выразил надежду на возвращение к роли Человека-факела, отметив, что по его мнению «персонаж ещё не получил должное».
Изначально планировалось появление версии Джонни Шторма в исполнении Криса Эванса в сцене после титров фильма «Дэдпул 2» 2018 года. В 2024 году Эванс всё же вернулся к роли Шторма из дилогии Стори, появившись в третьем фильме про Дэдпула — «Дэдпул и Росомаха».

### Характеризация
По мнению Эванса, Джонни Шторм старался быть в центре внимания в фильме 2005 года, однако, на момент событий «Вторжения Серебряного сёрфера» начал ценить Фантастическую четвёрку как семью и единое целое.
Свою супергеройскую форму Эванс сравнил с гидрокостюмом, отметив, что он и Йоан Гриффит носили одежду с резиновыми мышцами, чтобы лучше смотреться в образах супергероев.

## Биография

### Рождение Фантастической четвёрки
В прошлом Джонни Шторм работал в НАСА, однако был уволен из-за того, что взял с собой в полётный тренажёр двух манекенщиц.
Годы спустя, по рекомендации своей старшей сестры Сьюзан, Джонни становится пилотом на борту космического корабля Виктора фон Дума, совершившего полёт в космос с целью изучения пролетающей над Землёй космической бури, эксперимента, проводимого Ридом Ричардсом. В подчинении Джонни оказывается ещё один пилот по имени Бен Гримм. Из-за ошибки в расчётах Ричардса, последний оказывается в открытом космосе и попадает в эпицентр бури, в то время как остальные члены экипажа также подвергаются воздействию космической радиации.
По прибытии на Землю, все они обнаруживают проявившиеся суперспособности. Джонни, в частности, получает контроль над пламенем, будучи в состоянии окружить своё тело огнём. Вместе с Ридом и Сью он отправляется за превратившимся в каменное чудовище Беном. Действия Гримма приводят к беспорядкам на Бруклинском мосту, однако совместные действия команды минимизируют ущерб и все четверо становятся городскими знаменитостями. В отличие от Рида, Бена и Сью, Джонни наслаждается вниманием сми и свалившейся на его голову популярностью вплоть до того, что объявляет себя лицом «Фантастической четвёрки» и придумывает прозвища для своих товарищей. Это приводит к конфликту между членами группы, однако, когда каждый из них подвергается нападению со стороны озлобившегося на них Виктора, все четверо объединяют усилия, чтобы дать ему отпор. Джонни обретает возможность левитировать и поджигает Доктора Дума, в то время как Сью сдерживает возникшую огненную бурю, а Рид и Бен обливают их противника водой, в результате чего тот замораживается из-за резкого переохлаждения. В дальнейшем, когда Рид делает предложение Сью и та соглашается, Джонни вырисовывает в небе символ Фантастической четвёрки.

### Серебряный Сёрфер и пришествие Галактуса
В то время как Фантастическая четвёрка обретает мировую славу, на Земле разворачиваются аномальные происшествия, виновником которых становится инопланетное существо по прозвищу Серебряный Сёрфер. Последний прерывает свадьбу Рида и Сью, когда пролетает неподалёку по улицам города. Джонни отправляется за ним в погоню и с трудом догоняет пришельца, однако, во время физического столкновения Сёрфер отправляется вместе с ним в открытый космос, после чего сбрасывает с орбиты. Джонни выживает и обнаруживает, что контакт с Сёрфером перестроил молекулы в его организме из-за чего при взаимодействии с другими членами Фантастической четвёрки происходит обмен способностями меду ними. Кроме того, Джонни узнаёт о планах Рида и Сью уйти из команды и жить нормальной жизнью, почувствовав себя преданным.
За помощью к Фантастической четвёрке обращается армия США, которая, ко всему прочему обратилась за помощью к выжившему Виктору фон Думу. Во время планирования миссии по захвату Сёрфера, Джонни влюбляется в Фрэнки Рей, однако его чувства остаются безответными. В то время как Четвёрке удаётся отделить Сёрфера от его доски, тем самым лишив силы, доску забирает Дум, который убивает высокопоставленных военных. Чтобы остановить его, Джонни забирает способности остальных членов команды и разрушает устройство, позволяющее Виктору контролировать доску, после чего та возвращается к Сёрферу. Тот проникается отвагой Сьюзан и решает восстать против своего господина Галактуса и Человек-факел помогает ему достичь космоса. Благодаря новому соприкосновению с доской Джонни теряет возможность обмениваться силами. Он посещает свадьбу Рида и Сью в Японии вместе с Фрэнки. Девушка едва не ловит букет невесты, однако Джонни успевает поджечь его. Во время церемонии Фантастическая четвёрка получает сообщение о беспорядках в Венеции и незамедлительно отправляется на спасательную миссию.

### Пустота
Спустя много лет Шторм попадает в Пустоту и присоединяется к сопротивлению против Кассандры Новы. Он встречает прибывших в Пустоту вариантов Уэйда Уилсона / Дэдпула и Логана / Росомахи, после чего проигрывает сражение с Пиро. Всех троих захватывают приспешники Новы и доставляют на её базу, где Дэдпул рассказывает Кассандре, что Джонни оскорбил её по пути. В ответ Нова убивает Шторма, содрав кожу с его тела.

## Другие появления
Джонни Шторм, озвученный Крисом Эвансом, появляется в игре Fantastic Four 2005 года, по мотивам одноимённого фильма. На бонусных уровнях персонажа озвучивает Куинтон Флинн. Выбирая Человека-факела игроки получают возможность создавать огненные стены и огненные шары, стрелять огнём из кончиков пальцев и манипулировать пламенем по своему желанию в сражениях.
В 2005 году по мотивам фильма «Фантастическая четвёрка» была выпущена игра для Game Boy под названием Fantastic Four: Flame On, главным героем которой выступил Человек-факел.
В игре Fantastic Four: Rise of the Silver Surfer 2007 года, по мотивам одноимённого фильма, Человека-факела озвучил Майкл Бродерик.

## Критика и влияние
Крис Эванс был удостоен положительных отзывов критиков за роль Джонни Шторма. Джо Лейдон из Variety похвалил «харизматичную подачу» Эванса и сравнил его игру с Деннисом Куэйдом в роли Гордона Купера в фильме «Парни что надо». Джеймс Берардинелли из ReelViews похвалил актёра в роли Человека-факела: «Крис Эванс идеально вписывается в роль дерзкого, но вызывающего симпатию Джонни Шторма, также известного как Человек-факел. Бывают моменты, когда вы хотите дотянуться до экрана и дать ему пощёчину, но нетрудно увидеть, что он, в общем-то, хороший парень, которому нужно повзрослеть».

### Награды и номинации
| Год  | Фильм                                                    | Награда               | Категория                                                                         | Результат | Примечания |
| ---- | -------------------------------------------------------- | --------------------- | --------------------------------------------------------------------------------- | --------- | ---------- |
| 2006 | «Фантастическая четвёрка»                                | MTV Movie & TV Awards | Лучшая экранная команда (с Джессикой Альбой, Йоаном Гриффитом и Майклом Чиклисом) | Номинация | [ 25 ]     |
| 2007 | «Фантастическая четвёрка: Вторжение Серебряного сёрфера» | Scream Awards         | Лучший супергерой                                                                 | Номинация | [ 26 ]     |
| 2007 | «Фантастическая четвёрка: Вторжение Серебряного сёрфера» | Teen Choice Awards    | Лучший киноактёр: Приключенческий боевик                                          | Номинация | [ 26 ]     |
| 2007 | «Фантастическая четвёрка: Вторжение Серебряного сёрфера» | Teen Choice Awards    | Лучшая драка (с Джулианом Макмэхоном)                                             | Номинация | [ 26 ]     |

### Товары
В 2005 году Toy Biz выпустила несколько вариаций фигурок Человека-факела на основе его появления в фильме 2005 года. В 2007 году Hasbro выпустила фигурки Джонни Шторма, основанные на его образе из сиквела 2007 года.